# Mosiera ehrenbergii
Mosiera ehrenbergii är en myrtenväxtart som först beskrevs av Otto Karl Berg, och fick sitt nu gällande namn av Leslie Roger Landrum. Mosiera ehrenbergii ingår i släktet Mosiera och familjen myrtenväxter. Inga underarter finns listade i Catalogue of Life.